# Gun Shot
Pistes de Pink Friday Roman Reloaded
Fire Burns
(17) Stupid Hoe
(19)
Gun Shot est un single de Nicki Minaj tiré de l'album Pink Friday Roman Reloaded sorti en 2012.